# Ommatius membranosus
Ommatius membranosus är en tvåvingeart som beskrevs av Scarbrough 1985. Ommatius membranosus ingår i släktet Ommatius och familjen rovflugor. Inga underarter finns listade i Catalogue of Life.